# Oscar Arsell
Oscar Henry Arsell, född den 22 juli 1872 i Malmö, död den 3 juli 1959 i Matteus församling, Stockholm, var en svensk jurist.

## Biografi
Arsell blev 1891 filosofie och 1896 juris kandidat vid Lunds universitet. Han tjänstgjorde därefter som notarie och blev 1903 fiskal, 1906 assessor och 1909 hovrättsråd i Hovrätten över Skåne och Blekinge. Arsell var tillförordnad revisionssekreterare 1908–1909, expeditionschef i Lantförsvarsdepartementet 1909–1917 och justitiekansler 1919–1933. Han var ordförande i lantmäterikommissionen 1917–1919 och skrev utkast till lag angående ideella föreningar 1919. Arsell var hovrättsråd i Svea hovrätt 1933–1939 och divisionsordförande 1934–1939 innan han gick i pension sistnämnda år. Han är begraven på Sankt Pauli mellersta kyrkogård i Malmö.

## Utmärkelser
- Riddare av Nordstjärneorden, 1909.[1]
- Kommendör av andra klassen av Nordstjärneorden, 6 juni 1912.[2]
- Kommendör av första klassen av Nordstjärneorden, 6 juni 1916.[3]
- Kommendör med stora korset av Nordstjärneorden, 6 juni 1930.[4]
- Kommendör av första klassen av Finlands Vita Ros’ orden, tidigast 1925 och senast 1928.[5][6]
- Riddare av andra klassen med kraschan av Ryska Sankt Stanislausorden, senast 1915.[7]